# Банком (округ, Північна Кароліна)
Шаблон:StateAbbr_ 35°37′ пн. ш. 82°32′ зх. д. / 35.61° пн. ш. 82.53° зх. д.
Округ  Банком (англ. Buncombe County) — округ (графство) у штаті  Північна Кароліна, США. Ідентифікатор округу 37021.

## Історія
Округ утворений 1791 року.

## Демографія
За даними перепису 
2000 року 
загальне населення округу становило 206330 осіб, зокрема міського населення було 146093, а сільського — 60237.
Серед мешканців округу чоловіків було 99034, а жінок — 107296. В окрузі було 85776 домогосподарств, 55661 родин, які мешкали в 93973 будинках.
Середній розмір родини становив 2,86.
Віковий розподіл населення поданий у таблиці:
| Стать    | До 15 років | 15-21 | 22-29 | 30-39 | 40-49 | 50-65 | 65-85 | Понад 85 |
| -------- | ----------- | ----- | ----- | ----- | ----- | ----- | ----- | -------- |
| Чоловіки | 19196       | 9153  | 10728 | 15134 | 15620 | 16487 | 11618 | 1098     |
| Жінки    | 18208       | 8760  | 10579 | 15136 | 16912 | 18641 | 16140 | 2920     |

## Виноски
1. ↑  U.S. Decennial Census. United States Census Bureau. Архів оригіналу за 12 квітня 2013. Процитовано 12 січня 2015.
2. ↑  Historical Census Browser. University of Virginia Library. Архів оригіналу за 11 серпня 2012. Процитовано 12 січня 2015.
3. ↑  Forstall, Richard L., ред. (27 березня 1995). Population of Counties by Decennial Census: 1900 to 1990. United States Census Bureau. Архів оригіналу за 3 березня 2015. Процитовано 12 січня 2015.
4. ↑  Census 2000 PHC-T-4. Ranking Tables for Counties: 1990 and 2000 (PDF). United States Census Bureau. 2 квітня 2001. Архів оригіналу (PDF) за 18 грудня 2014. Процитовано 12 січня 2015.
5. ↑  State & County QuickFacts. United States Census Bureau. Архів оригіналу за 7 липня 2011. Процитовано 17 жовтня 2013. [Архівовано 2011-07-13 у Wayback Machine.](англ.) Наведено за англійською вікіпедією.
6. ↑  American FactFinder. Бюро перепису населення США. Архів оригіналу за 26 лютого 2012. Процитовано 31 січня 2008. [Архівовано 2008-05-21 у Wayback Machine.]

| США | Це незавершена стаття з географії США. Ви можете допомогти проєкту, виправивши або дописавши її. |